# Helmuth Duholm
Helmuth Duholm (født 29. juni 1926 på Langeland, død 31. juli 2014 i Hareskovby) var en dansk atlet som var medlem af Sparta Atletik.
Under anden verdenskrig blev familien Duholm delt, forældrene arbejdede i 1941 på den tysk flyfabrik Ernst Heinkel Flugzeugwerke i Rostock og 15 årige Helmuth Duholm flyttede til med sine bedsteforældre i Aabenraa og blev her medlem af Aabenraa Statsskoles Atletikklub.
I august 1942 flyttede han til Warnemünde i Tyskland og boede der sammen med sine forældre. Her blev han medlem på VfL Warnemünde og kom samtidigt i lære som elektriker hos Siemens-Schuckertwerke. Da den Røde Hær invaderede Tyskland i 1945 flygtede familien til Gedser og han kunde ikke afslutte sin læretid.
Tilbage i Danmark han kom først til Haderslev, hvor han blev medlem af Haderslev IF, senere flyttede han til Aabenraa for at arbejde i jern-og stålsektoren og skiftede klub til Aabenraa IG. Under årene 1947-1949 blev han bronze- sølv- og guldmedaljør i femkamp ved de jyske mesterskaber.
Helmuth Duholm flyttede til København og skiftede til Klampenborg IK, men fulgte kort efter med sin norske træner Adler Haugland til Sparta, hvor han siden har været medlem.
Hans mest succesrige år var 1953, da han blev dansk mester i både femkamp og tikamp og var med på Spartas guldhold på 4 x 100 meter og sølvhold på 4 x 400 meter. Det blev også til en bronzemedalje i trespring.
Han deltog på Spartas klubhold i Danmarksturneringen (DM for klubhold) 100 gange i træk, en rekord der stadig står. I løbet af denne tid vandt han adskillige sølv-og bronzemedaljer med holdet.
I slutningen af 1950'erne begyndte han med diskoskast, hvor han trods sin alder nåede den danske elite. 36 år gammel kastede han 43,79 i 1962 og forbedret som 40 årig til 44,33. Året efter forbedrede han sin personlige rekord til 46,67 og sluttede på 5. plads ved DM. Som 49-årig var han stadig blandt de 10 bedste i Danmark og som 50 årig kastede han stadig 45,49.
Duholm vandt fire Veteran-VM titler i diskoskast. Den sidste medalje hentede han ved Veteran-VM i 2009 i klassen 80-84 år.
Grundet en blodprop fik han i 2011 amputeret sit ene underben.
Helmuth Duholm er storebror til Heinrich Duholm

## Danske mesterskaber
Denne liste er ufuldstændig; hjælp gerne med at udfylde den.
- Bronze 1953 Trespring 13,01
- Guld 1953 Femkamp
- Guld 1953 Tikamp
- Guld 1953 4 x 100 meter
- Sølv 1953 4 x 400 meter